# Tadeusz Malewicz
Tadeusz Malewicz (ur. 26 kwietnia 1950 w Łosośnie) – inżynier, działacz mniejszości polskiej na Białorusi, jeden z założycieli Związku Polaków na Białorusi. W latach 1991–2000 wiceprzewodniczący ZPB, a w latach 2005–2009 przewodniczący Rady Naczelnej ZPB.

## Życiorys
W 1982 uzyskał tytuł inżyniera budownictwa na Politechnice Białoruskiej w Mińsku. W młodości pracował jako majster w przedsiębiorstwie remontowo-budowlanym w Zdzięciole (1972–1975), później był m.in. technikiem, inżynierem i kierownikiem działu w branży budowlanej w Grodnie.
W latach 1982–1984 zatrudniony na lotnisku w Grodnie, gdzie pełnił obowiązki kierownika działu inwestycji. Później pracował w zakładach radiowych "Radiopribor" w Grodnie (1984–1991). Od 1980 do 1984 należał do KPZR. 
Pod koniec lat 80. aktywnie włączył się w działalność społeczną na rzecz odrodzenia polskości na Grodzieńszczyźnie. Znalazł się wśród założycieli Związku Polaków na Białorusi, którego został wybrany wiceprezesem (1991). 
Należał do Partii Zgody Narodowej, był jej wiceprzewodniczącym (1994–1996). Stał na czele komitetu społecznego na rzecz budowy pomnika Adama Mickiewicza w Grodnie (1994–1998). 
W latach 2005–2009 pełnił funkcję przewodniczącego Rady Naczelnej ZPB pod kierownictwem Andżeliki Borys.